# Ninfa Álvarez
Ninfa Álvarez (ur. 20 listopada 1967) – chilijska judoczka.
Brązowa medalistka igrzysk Ameryki Południowej w 1994, a także mistrzostw panamerykańskich w 1994. Wicemistrzyni mistrzostw Ameryki Południowej w 2001 roku.